# Ausgecheckt
Ausgecheckt (Originaltitel: Stranded) ist ein australischer Spielfilm des Regisseurs Stuart McDonald aus dem Jahr 2005. Drehbuchautorin Kathleen O’Brien schrieb für den Film ihr erstes Drehbuch und inszeniert den Vorstadtalltag einer Familie mit zahlreichen Problemen. Der Film erhielt internationales Renommee und zahlreiche Preise, darunter den Australian Film Institute Award.

## Handlung
Im Melbourner Vorort Altona lebt die 17-jährige Claudia gemeinsam mit ihrem Vater Rex und ihrer jüngeren Schwester Penny. Der Selbstmord der Mutter im Vorjahr hat die Familie schwer erschüttert. Der arbeitslose und mürrische Rex flüchtet sich in die Passivität und hat weder Kontrolle über den Haushalt, noch über seine beiden Töchter. Das Haus verwahrlost zusehends, während Claudia und Penny den Schulbesuch längst aufgegeben haben. Die beengten Wohnverhältnisse führen zu ständigen Streitereien zwischen den beiden Teenagern. Nachdem eine allein erziehende Mutter ihre beiden Zöglinge Rex für unbestimmte Zeit erfolgreich untergeschoben hat, beschließt Claudia aus dem tristen Alltag auszubrechen. Sie packt ihre Sachen und zieht in das reparaturwürdige Auto der Mutter vor der Haustür. Sobald sie es hergerichtet hat, will sie nach Queensland fahren und dort im Vergnügungspark arbeiten.
Sie macht Bekanntschaft mit dem gutaussehenden Cam, der an der Kasse des Supermarkts arbeitet und sie zusehends unterstützt. Er besorgt ihr neue Reifen für den Wagen und will Claudia nach Queensland begleiten. Sie lehnt Cams Bemühungen jedoch zunächst ab und gerät durch die Probleme der Familie immer tiefer in emotionale Zerwürfnisse. Sie will es ihrer Mutter gleichtun und sich in einem Motel das Leben nehmen, nimmt aber doch Abstand von dem Vorhaben. Rex bricht wenig später aus seiner Hilflosigkeit der Situation gegenüber aus: Er verbannt die allein erziehende Mutter samt ihren Kindern aus seinem Haus und schickt Penny wieder zur Schule. Nachdem das Auto repariert ist, verlässt Claudia die Familie mit Cam in Richtung Queensland.

## Entstehungsgeschichte
Von dem Filmskript begeistert, nahm sich der vorwiegend für Fernsehserien tätige Regisseur Stuart McDonald der Inszenierung von Ausgecheckt an. Abgedreht wurde der Film, dessen ursprünglicher Arbeitstitel Space Travel lautete, in nur 15 Tagen im Melbourner Vorort Altona. Zur Finanzierung trug die Organisation SBS Independent und die Australian Film Commission bei. Für die Hauptrollen konnten die bekannten australischen Nachwuchsdarstellerinnen Emma Lung und Emily Browning gewonnen werden. Lung war einem größeren Publikum durch ihre Hauptrolle in dem australischen Drama Peaches (2004) bekannt geworden, während Browning 2004 die Hauptrolle in der Hollywood-Produktion Lemony Snicket – Rätselhafte Ereignisse (2004) gespielt hatte. McDonald und sein Kameramann Greig Fraser lehnten sich für den Stil des Films an die Arbeiten des australischen Fotografen Bill Henson an. Im Inneren des Hauses wurden die Wände deshalb nachträglich mit dunklen Farben bemalt, um die Gesichter der beiden Hauptdarstellerinnen bei Innenaufnahmen stärker hervortreten zu lassen.

## Rezeption
Der Film wurde erstmals am 3. August 2005 im Australian Centre for the Moving Image (ACMI) in Melbourne, im Rahmen des Melbourne International Film Festivals, vorgestellt. Ausgecheckt wurde außerdem 2005 auf dem London Film Festival und 2006 während des Titanic Budapest Film Festivals und Los Angeles Film Festivals gezeigt. Die australische Fachpresse lobte vor allem die Darstellerleistungen der beiden jungen Australierinnen Emily Browning und Emma Lung und das Drehbuch von Kathleen O’Brien. Trotz der Düsternis des Stoffes und der trostlosen Darstellung des Lebens in der Vorstadt, balanciere Regisseur McDonald das Drama mit ironischem Humor aus und feiere die originelle und aufsässige Gemütsart seiner Teenager, so die australische Wochenzeitung The Age im Februar 2006, kurz vor der Premiere des Films im australischen Fernsehen. O’Briens Drehbuch würde währenddessen einige hoffnungsvolle, wenn auch unerwartete Auflösungen für die Figuren bieten. Anlässlich der Aufführung von Ausgecheckt auf dem Los Angeles Film Festival verglich der Filmkritiker Ron Stringer die Darstellung von Emma Lung mit dem Feuer und der Verletzlichkeit der jungen Betty Davis. In Deutschland wie auch in Frankreich (unter dem Titel À la dérive) wurde das Drama erstmals am 18. September 2007 von dem Fernsehsender Arte in Originalsprache ausgestrahlt.

## Auszeichnungen
Der Film gewann im Jahr 2006 mehrere australische Festival- und Kritikerpreise, unter anderem den wichtigsten australischen Filmpreis, den Australian Film Institute Award, in den Kategorien Bester Kurzfilm und Drehbuch für einen Kurzfilm. Hauptdarstellerin Emma Lung wurde unter anderem ebenfalls mit dem australischen Filmpreis und dem Darstellerpreis des Shanghai International TV Festivals geehrt. Die Auszeichnungen im Überblick:
- Australian Film Institute Award
  - Bester Kurzfilm
  - Bestes Drehbuch (Kurzfilm)
  - Herausragende Leistung im Kurzfilm (Emma Lung)

- Film Critics Circle of Australia Awards: Bester australischer Kurzfilm

- If Award: Bester Kurzfilm

- Logie Award: Graham Kennedy Award für das Herausragendste neue Talent (Emma Lung)

- Shanghai International TV Festival: Beste Darstellerin (Emma Lung)